# Skalice, Tábor
Skalice là một làng thuộc huyện Tábor, vùng Jihočeský, Cộng hòa Séc.